# Chananan Pombuppha
Chananan Pombuppha (tiếng Thái: ชนานันท์ ป้อมบุปผา; sinh ngày 17 tháng 3 năm 1992), còn được biết với tên đơn giản Two (tiếng Thái: ทู), là một cầu thủ bóng đá người Thái Lan thi đấu ở vị trí tiền đạo cho câu lạc bộ Giải bóng đá Ngoại hạng Thái Lan BG Pathum United               và đội tuyển quốc gia Thái Lan.

## Sự nghiệp câu lạc bộ
Pombuppha bắt đầu sự nghiệp bóng đá với Muangthong United, và giành chức vô địch Giải bóng đá Ngoại hạng Thái Lan năm 2009. Anh gia nhập Police United theo dạng cho mượn năm 2010 là một phần của thương vụ chuyển nhượng mà Jakkaphan Pornsai đến Muangthong. Ngày 17 tháng 7, có thông báo rằng Pombuppha sẽ gia nhập Suphanburi với bản hợp đồng 2 năm.

## Sự nghiệp quốc tế
Anh có màn ra mắt cho đội tuyển quốc gia Thái Lan vào tháng 5 năm 2010 trước Nam Phi. Pombuppha nằm trong đội hình xuất phát.
Chananan có mặt trong đội hình của U-23 Thái Lan ở Đại hội thể thao châu Á 2014, anh ghi một bàn thắng trong giải đấu.
Chananan giành chức vô địch tại Đại hội Thể thao Đông Nam Á 2013. 
Anh cũng giành chức vô địch tại Đại hội Thể thao Đông Nam Á 2015 với U-23 Thái Lan, là một trong những cầu thủ ghi bàn nhiều nhất giải đấu.

### Quốc tế
Tính đến 10 tháng 10 năm 2019
| Đội tuyển quốc gia | Năm  | Số trận | Bàn thắng |
| ------------------ | ---- | ------- | --------- |
| Thái Lan           | 2010 | 1       | 0         |
| Thái Lan           | 2014 | 1       | 0         |
| Thái Lan           | 2018 | 5       | 0         |
| Thái Lan           | 2019 | 3       | 0         |
| Thái Lan           | Tổng | 10      | 0         |

### Bàn thắng quốc tế

#### U-23
| #  | Ngày                | Địa điểm           | Đối thủ   | Tỉ số | Kết quả | Giải đấu                      |
| -- | ------------------- | ------------------ | --------- | ----- | ------- | ----------------------------- |
| 1. | 25 tháng 6 năm 2012 | Viêng Chăn, Lào    | Campuchia | 3–0   | 4–0     | Vòng loại U-22 Asian Cup 2013 |
| 2. | 22 tháng 9 năm 2014 | Incheon, Hàn Quốc  | Indonesia | 1-0   | 6-0     | Asiad 2014                    |
| 3. | 19 tháng 5 năm 2015 | Băng Cốc, Thái Lan | Myanmar   | 3–0   | 4–0     | Giao hữu                      |
| 4. | 29 tháng 5 năm 2015 | Bishan, Singapore  | Lào       | 2–0   | 6–0     | Sea Games 2015                |
| 5. | 29 tháng 5 năm 2015 | Bishan, Singapore  | Lào       | 4–0   | 6–0     | Sea Games 2015                |
| 6. | 29 tháng 5 năm 2015 | Bishan, Singapore  | Lào       | 5–0   | 6–0     | Sea Games 2015                |
| 7. | 29 tháng 5 năm 2015 | Bishan, Singapore  | Lào       | 6–0   | 6–0     | Sea Games 2015                |
| 8. | 15 tháng 6 năm 2015 | Kallang, Singapore | Myanmar   | 2–0   | 3–0(W)  | Sea Games 2015                |

## Danh hiệu

### Câu lạc bộ
Muangthong United
- Giải bóng đá Ngoại hạng Thái Lan
  -  Vô địch (1): 2009

### Quốc tế
U-19 Thái Lan
- Giải vô địch bóng đá U-19 Đông Nam Á
  -  Vô địch (1): 2009

U-23 Thái Lan
- Sea Games
  -  Huy chương Vàng (2); 2013, 2015